# Aphthona euphorbiae
Aphthona euphorbiae là loài bọ cánh cứng ăn rễ cây trong chi Aphthona. Nó phân bố rộng rãi khắp châu Âu, Bắc Phi, Caucasuses, Cận Đông, tiểu Á, phần phía nam của Tây và Trung Siberia và Kazakhstan. Ở Latvia, nó là loài gây hại cho cây Linum.

## Hình ảnh

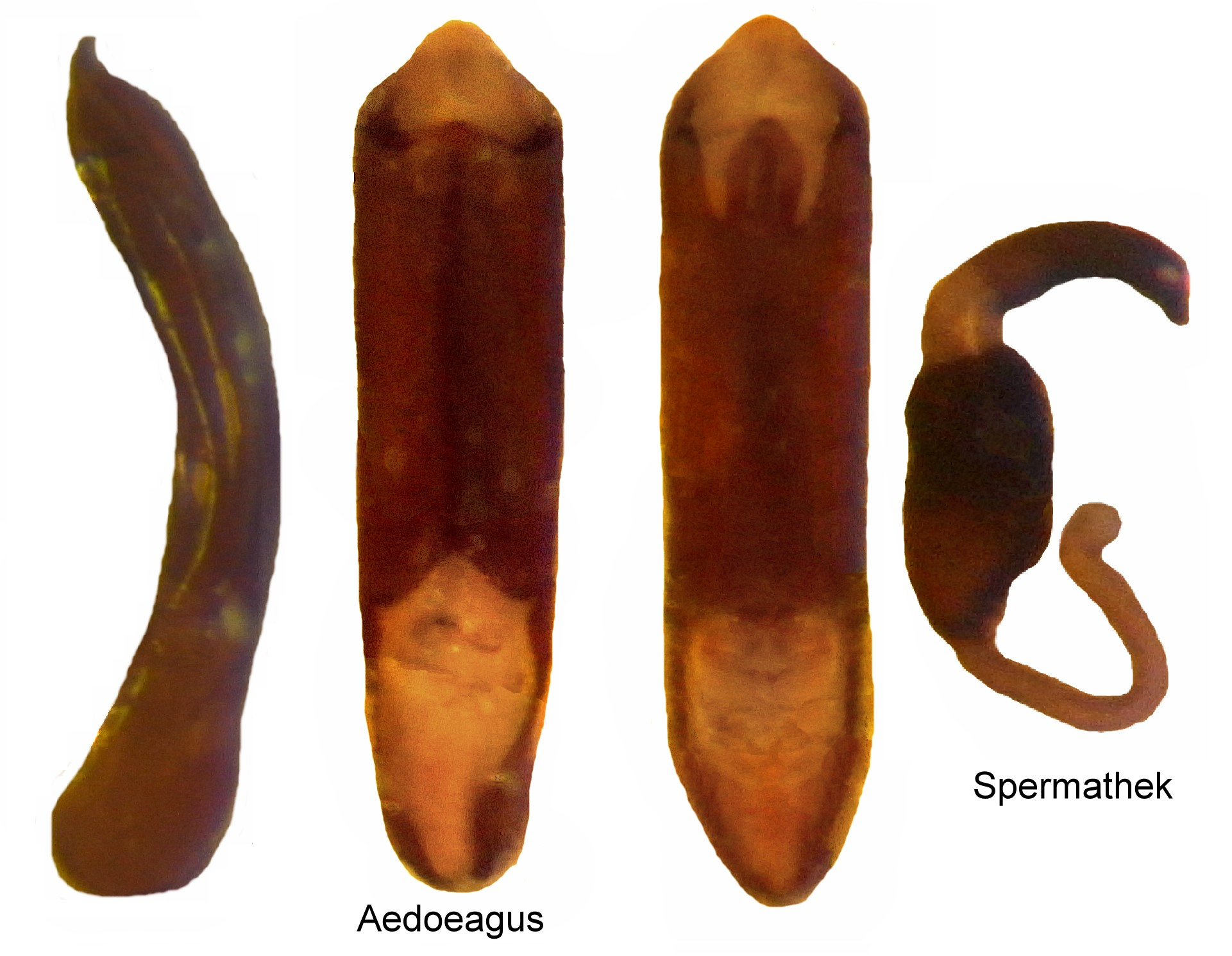
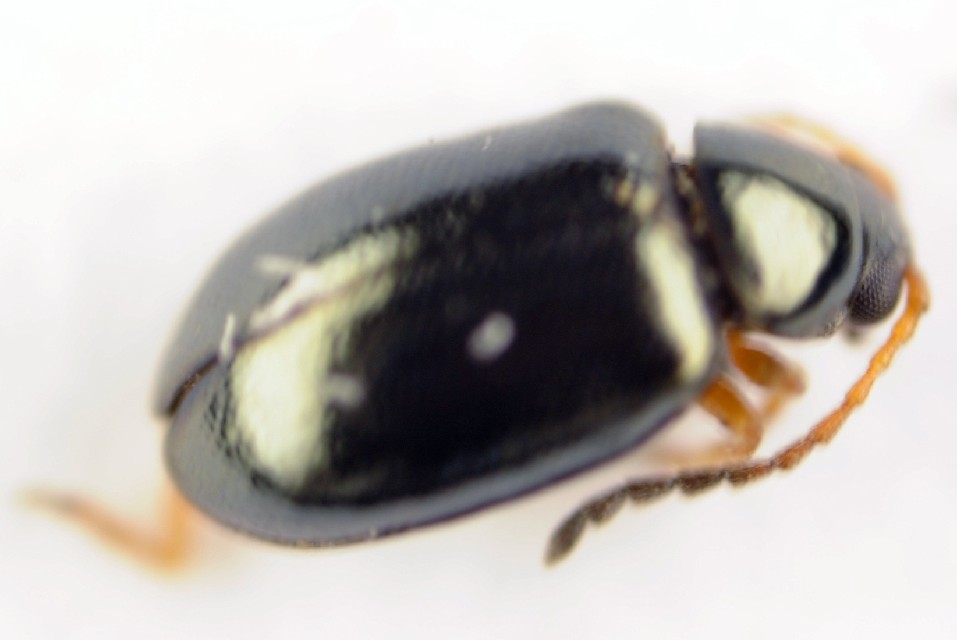